# IMT-2000
International Mobile Telecommunications-2000 (IMT-2000)  é um padrão global para a terceira geração (3G) de comunicação sem fio, definido pela  International Telecommunication Union.
Em 1999 ITU aprovou cinco interfaces de rádio para IMT-2000 como uma parte da recomendação ITU-R M.1457 e adicionalmente aprovou um novo padrão em 2007 como a sexta interface IMT-2000. Os seis padrões são:
- IMT-DS Direct-Sequence
  - também conhecido como W-CDMA ou UTRA-FDD, usado nos UMTS
- IMT-MC Multi-Carrier
  - também conhecido como CDMA2000, o sucessor do  2G CDMA (IS-95)
- IMT-TD Time-Division
  - Este engloba: TD-CDMA (Time Division - Code Division Multiple Access) e TD-SCDMA (Time Division - Synchronous Code Division Multiple Access).
- IMT-SC Single Carrier
  - também conhecido como EDGE[1]
- IMT-FT Frequency Time
  - também conhecido como DECT
- IMT-OFDMA TDD WMAN
  - mais conhecido como WiMAX